# Mayer Amschel Rothschild
Mayer Amschel Rothschild (23 de fevereiro de 1744 – 19 de setembro de 1812; também grafado Anschel) foi um banqueiro alemão-judeu e fundador da dinastia bancária Rothschild. Chamado de "pai fundador das finanças internacionais", Rothschild foi classificado em sétimo lugar na lista da revista Forbes intitulada "The Twenty Most Influential Businessmen of All Time" em 2005.

## Início de vida
Mayer Amschel Rothschild nasceu em 1744 em uma família judaica asquenaze, na Judengasse, o ghetto judeu de Frankfurt, Sacro Império Romano (atual Alemanha), sendo um dos oito filhos de Amschel Moses Rothschild (m. 1755) e de sua esposa, Schönche Rothschild (nascida Lechnich; m. 1756).
A ancestralidade dos Rothschild remonta a 1569, a Izaak Elchanan Rothschild (Isaac (Isaak) Elchanan Bacharach, zum Hahn), cujo sobrenome é derivado do alemão zum rothen Schild (com a grafia antiga "th"), significando "com o escudo vermelho", em referência à casa onde a família viveu por muitas gerações (na época, as casas eram designadas por placas com diferentes símbolos ou cores, não por números). Seus netos e descendentes adotaram esse nome como sobrenome e o mantiveram quando se mudaram, em 1664, para outra casa na Judengasse — Hinterpfann ("[casa nos] fundos da panela") — que se tornou a casa da família e local de seus negócios até o início do século XIX.
O pai de Amschel tinha um negócio de comércio de mercadorias e câmbio de moedas. Ele era fornecedor pessoal de moedas para o Príncipe de Hesse. A casa da família, acima da loja, tinha uma parede frontal de 11 pés (3,4 m) de largura, onde viviam mais de 30 pessoas naquela época.

## Carreira empresarial

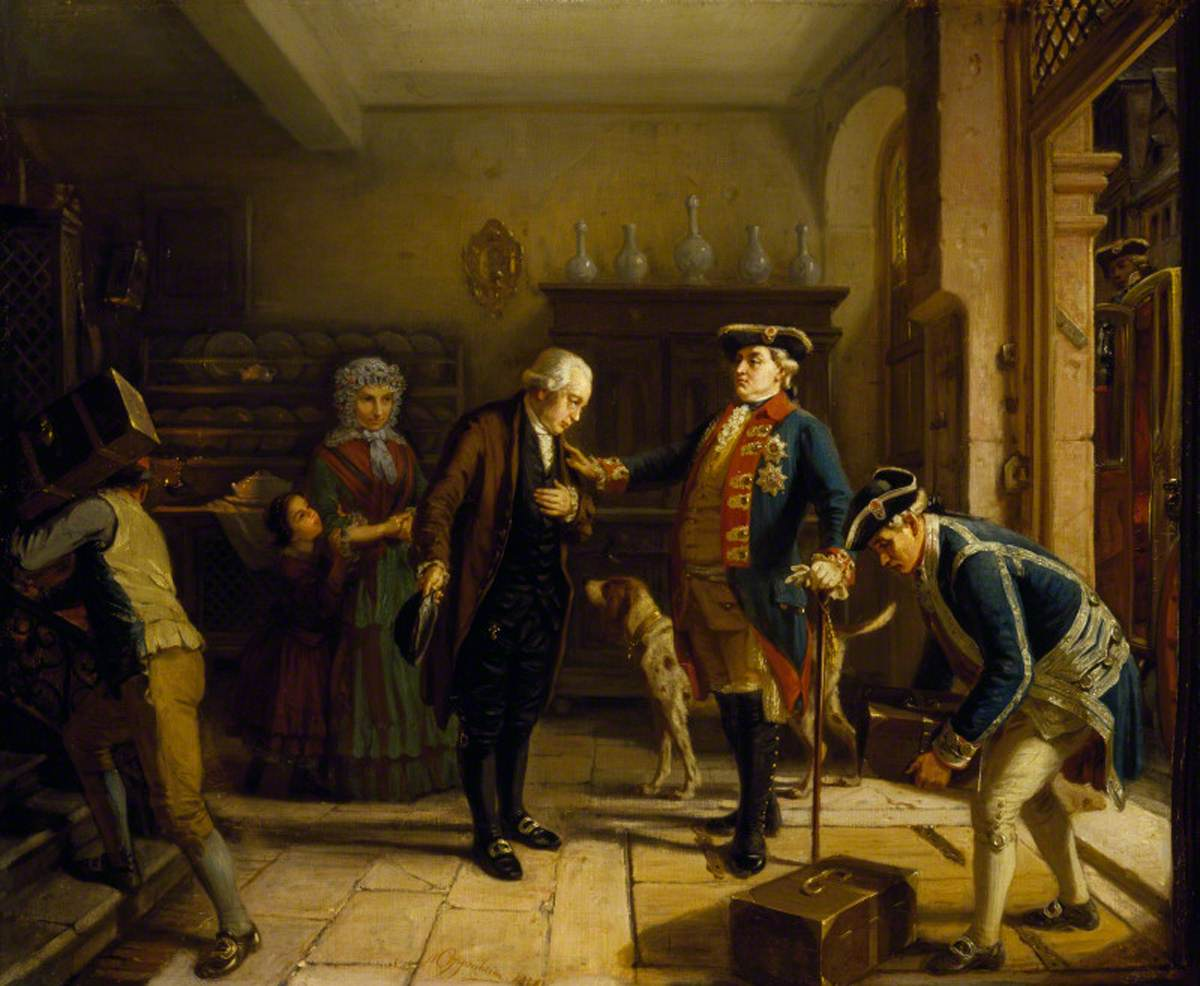
O Eleitor de Hesse confiando seu tesouro a Mayer Amschel Rothschild

Com a ajuda de parentes, Rothschild conseguiu uma aprendizagem com Jacob Wolf Oppenheimer na firma bancária de Simon Wolf Oppenheimer em Hanover em 1757. O neto de Samuel Oppenheimer ensinou a Rothschild conhecimentos úteis em comércio exterior e câmbio de moedas, antes de ele retornar ao negócio de seus irmãos em Frankfurt em 1763.
Ele se tornou negociante de moedas raras e conquistou o patrocínio do Príncipe Herdeiro Guilherme de Hesse (que também havia patrocinado seu pai anteriormente), obtendo o título de "Court Factor" em 1769. O negócio de moedas de Rothschild cresceu, incluindo diversos patronos da realeza, e se expandiu ainda mais com a prestação de serviços bancários ao Príncipe Herdeiro Guilherme, que se tornou Guilherme IX, Landgrave de Hesse-Kassel em 1785. Os negócios se expandiram rapidamente após a Revolução Francesa, quando Rothschild administrou pagamentos do Reino da Grã-Bretanha para a contratação de mercenários hessianos.
No começo do século XIX, Rothschild consolidou sua posição como principal banqueiro internacional de Guilherme IX e começou a emitir seus próprios empréstimos internacionais, tomando capital emprestado do Landgrave.

Em 1806, Napoleão invadiu Hesse em resposta ao apoio de Guilherme à Prússia. O Landgrave exilou-se no Ducado de Holstein, mas Rothschild pôde continuar como seu banqueiro, investindo fundos em Londres. Ele também lucrou importando mercadorias à revelia do bloqueio continental de Napoleão.

## Dinastia Rothschild
Em 1798, o terceiro filho, Nathan Mayer Rothschild, foi enviado à Inglaterra para promover os interesses da família no ramo de importação de têxteis, com um capital de £ 20 000 (equivalente a £ 2,7 milhões em 2024)—a primeira filial no exterior. Nathan tornou-se cidadão naturalizado em 1804 e estabeleceu um banco na City de Londres. Em 1810, Mayer firmou um contrato de parceria formal com seus três filhos mais velhos, fundando a M. A. Rothschild & Söhne.
Em 1811, o Grão-Duque de Frankfurt promulgou uma lei especial "decretando que todos os judeus que vivessem em Frankfurt, juntamente com seus descendentes, deveriam gozar de direitos civis e privilégios iguais aos de outros cidadãos". Em troca dessas liberdades recém-adquiridas, os judeus tiveram de pagar ao Grão-Duque 440 000 florins, financiados por Mayer Amschel Rothschild (com lucro substancial). Na mesma época, diversos judeus maçons também solicitaram ao Grão-Duque o "direito exclusivo de manter lojas na cidade", o que foi concedido.

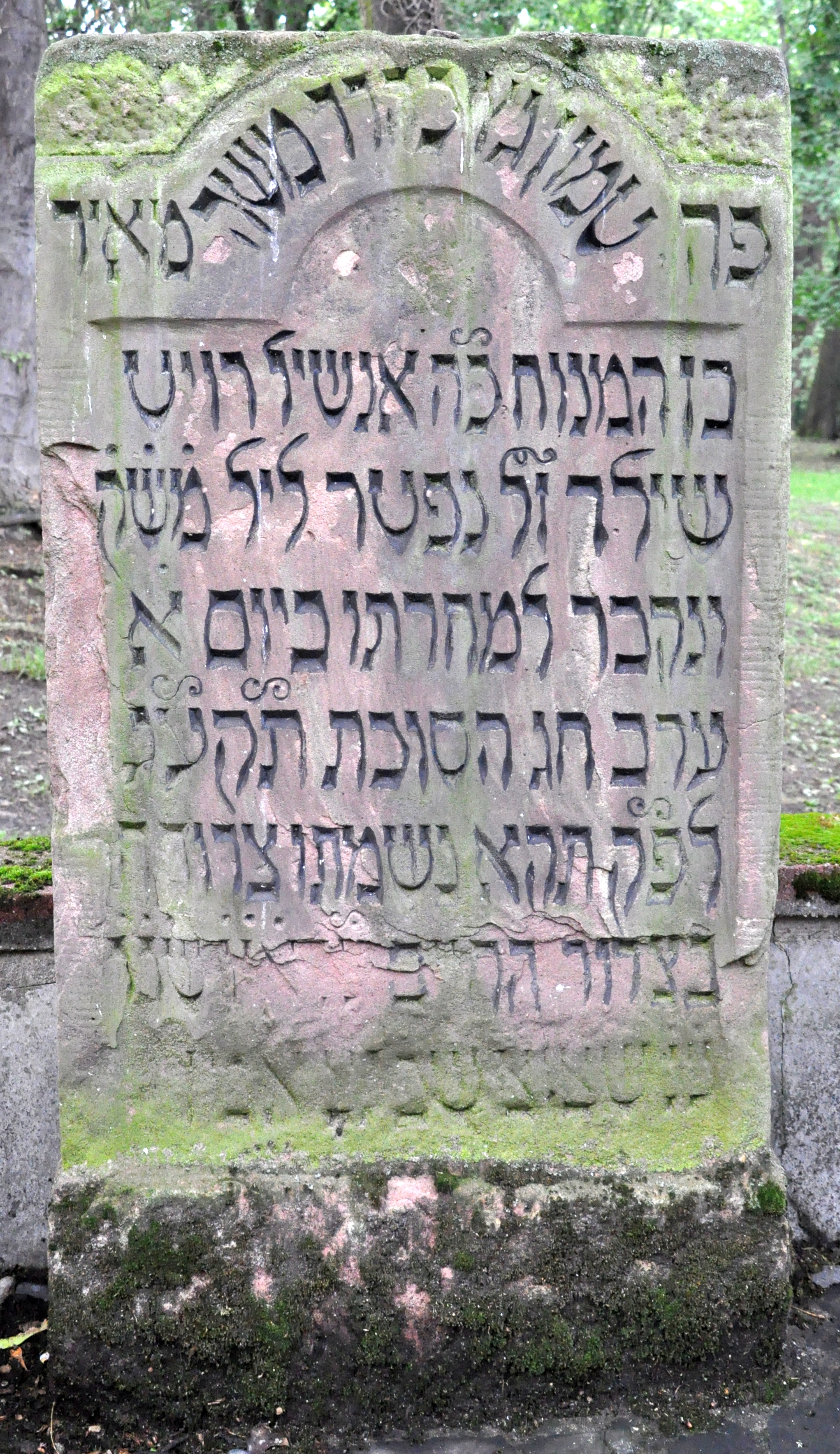
Lápide de Mayer Amschel Rothschild em Frankfurt am Main. Seu nome, como aparece na lápide, era Moses Mayer, filho de Amschel, e ele aparentemente acrescentou o Amschel, como em gerações posteriores.

O filho mais novo de Mayer Amschel, Jacob, foi enviado a Paris naquele mesmo ano de 1811, ampliando a capacidade da família de atuar em toda a Europa. Isso lhes permitiu lucrar ao financiar os exércitos de Wellington em Portugal, que necessitavam de grandes quantidades de ouro em nome do governo britânico.
Rothschild faleceu em 19 de setembro de 1812 em Frankfurt am Main. Foi sepultado no antigo cemitério judeu de Frankfurt, localizado ao lado da Judengasse. Seu túmulo ainda existe. Um parque recebeu o nome dele, bem como uma rua (Rothschildallee). Em 1817, ele foi postumamente agraciado com o título de nobreza pelo imperador Francisco I da Áustria.
Seus descendentes expandiram ainda mais a fortuna da família por toda a Europa — as chamadas "cinco flechas" do ramo bancário. O filho mais velho, Amschel Mayer, assumiu o banco em Frankfurt, enquanto Salomon mudou-se para Viena. Nathan transformou a filial de Londres em uma das instituições bancárias mais poderosas da Europa (N. M. Rothschild & Sons), Calmann (anglicizado para "Carl") estabeleceu uma filial em Nápoles e Jacob ("James") abriu a de Rothschild Frères, tornando-se um gigante das finanças em Paris.

## Família
- Mayer Amschel Rothschild casou-se com Guttle Schnapper (1753–1849), filha de Wolf Salomon Schnapper, em 29 de agosto de 1770.[13]
  - Schönche Jeannette Rothschild (1771–1859), casada com Benedikt Moses Worms (1772–1824)
  - Amschel "Anselm" Mayer Rothschild (1773–1855)
  - Salomon Mayer Rothschild (1774–1855), casado com Caroline Stern
  - Nathan Mayer Rothschild (1777–1836), casado com Hannah Barent Cohen (1783–1850), filha de Levi Barent Cohen
  - Isabella Rothschild (1781–1861), casada com Bernhard Juda Sichel (1780–1862)
  - Babette Rothschild (1784–1869), casada com  de (1786–1845)
  - Kalman "Carl" Mayer Rothschild (1788–1855), casado com Adelheid Herz (1800–1853)
    - Predefinição:Tree list/final branch See Rothschild banking family of Naples

  - Julie Rothschild (1790–1815), casada com Mayer Levin Beyfus (1790–1860)
  - Henriette "Jette" Rothschild (1791–1866), casada com Abraham Montefiore (1788–1824) e mãe de Charlotte Montefiore (1818–1854)
  - Jakob "James" Mayer Rothschild (1792–1868), casado com Betty von Rothschild (1805–1886), filha de Salomon Mayer Rothschild